# Green Skull
Green Skull is een superschurk uit de strips van Amalgam Comics. Hij maakte zijn debuut in Super-Soldier #1, als een vijand van Super-Soldier. Hij is een fusie van DC Comics' Lex Luthor en Marvel Comics' Red Skull.

## Biografie
In de jaren 40 stond Lex Luthor, inwoner van Metropolis, bekend als een modelburger. Hij was getrouwd met Lois Lane, en deed veel voor de gemeenschap. Hij was zelfs goede vrienden met belangrijke politieke figuren. Alleen Super-Soldier doorzag Luthor; Lex was in werkelijkheid een profiteur die de Tweede Wereldoorlog in zijn voordeel gebruikte. Hij hielp in het geheim de Nazi’s.
Toen Luthor onderzoek deed naar het Super-Soldier project, ontdekte hij dat dit project gebruik maakte van een buitenaards schip dat in Kansas zou zijn geland. Hij liet Naziwetenschappers dit schip stelen, en ontdekte aan boord een vreemde substantie genaamd Green K (de Amalgam versie van Kryptoniet). Toen hij ontdekte dat dit Green K Super-Soldier verzwakte, maakte Luthor er een serum van en injecteerde dit bij zichzelf. Het serum gaf hem een onnatuurlijk lang leven, en maakte zijn huid groen. Daarom nam hij de naam Green Skull aan.
Als Green Skull ontwikkelde Luthor Ultra-Metallo, die succesvol Super-Soldier uitschakelde. De robot en Super-Soldier werden beide ingevroren in het poolijs.
Na de oorlog richtte Green Skull samen met ex-Nazi’s en Japanners de terroristenorganisatie HYDRA op. Deze groep had wereldoverheersing tot doel. Gedurende Super-Soldiers afwezigheid was Bruce Wayne, agent van S.H.I.E.L.D., Green Skulls grootste vijand. 50 jaar na de oorlog keerde Super-Soldier onverwacht weer terug, en werd leider van de Judgment League Avengers. Hij ontmaskerde Green Skull als het criminele meesterbrein dat hij werkelijk was. Hij werd gearresteerd, maar kon ontsnappen. Zijn plek bij HYDRA bleek echter te zijn ingenomen door zijn dochter, Selina, die haar handlangers beval Green Skull te vermoorden.